# アンソニー・レイエス
アンソニー・ロザ・レイエス（Anthony Loza Reyes, 1981年10月16日 - ）は、アメリカ合衆国カリフォルニア州ロサンゼルス郡ウィッティア出身の元プロ野球選手（投手）。右投右打。

## 経歴
2002年のMLBドラフト13巡目（全体380位）でデトロイト・タイガースから指名されたが、この時は契約しなかった。
2003年のMLBドラフト15巡目（全体455位）でセントルイス・カージナルスから指名され、プロ入り。
2005年8月9日のミルウォーキー・ブルワーズ戦でメジャーデビューを果たし、この試合では先発して初登板初勝利を挙げている。
2006年は時折先発として起用され、タイガースとのワールドシリーズでは初戦に先発して8回まで4安打2失点と好投した。
エース候補と期待された2007年は開幕から10連敗、最終的には14敗を喫し、防御率も6.04だった。
その後、2008年7月にトレードで、クリーブランド・インディアンスへ移籍した。翌2009年がメジャーでの最後のプレーとなり、2012年を最後に引退した。
引退後の2017年12月、同年3月に消防士となったことが報じられた。

## 投球スタイル
150km/h前後のフォーシームが主体で、これにスラーブとチェンジアップを組み合わせていた。

## 詳細情報

### 背番号
- 26（2005年）
- 23（2006年 - 2008年途中）
- 27（2008年途中 - 2009年）